# Corynabutilon viride
Corynabutilon viride är en malvaväxtart som först beskrevs av Rodolfo Amando Philippi, och fick sitt nu gällande namn av A.E.Martic.. Corynabutilon viride ingår i släktet Corynabutilon och familjen malvaväxter. Inga underarter finns listade i Catalogue of Life.